# Gonitwa (film 2011)
Gonitwa (ang. The Cup) – australijski film dramatyczny z 2011 roku w reżyserii Simona Wincera. Wyprodukowana przez wytwórnię Film Victoria, Ingenious Broadcasting, Screen Australia, Silver Lion Films i Village Roadshow. W roli młodego dżokeja Damiena Olivera zagrał australijski aktor Stephen Curry.
Premiera filmu miała miejsce 13 października 2011 roku w Australii.

## Opis fabuły
Akcja filmu rozgrywa się w 2002 roku. Młody dżokej Damien Oliver (Stephen Curry) przygotowuje się do Melbourne Cup, najbardziej prestiżowej gonitwy w Australii. Dzień przed zawodami dowiaduje się o tragicznej śmierci swojego brata. Mimo to postanawia wziąć udział w gonitwie.

## Obsada
Źródło: Filmweb
- Brendan Gleeson jako Dermot Weld
- Alice Parkinson jako Jenny
- Daniel MacPherson jako Jason Oliver
- Jodi Gordon jako Trish Oliver
- Stephen Curry jako Damien Oliver
- Bill Hunter jako Bart Cummings
- Kate Bell jako Claire
- Tom Burlinson jako Dave Phillips
- Rodger Corser jako Jason McCartney
- Lewis Fitz-Gerald jako Sir Michael Smurfit
- Shaun Micallef jako Lee Freedman
- Martin Sacks jako Neil Pinner
- Claire Chitham jako Angela Phillips
- Jared Daperis jako Frankie Dettori
- Nick Simpson-Deeks jako Pat Smullen

i inni.